# Oldřich Klimecký
Oldřich Klimecký (16. února 1940) je český manažer, někdejší generální ředitel firmy Mostecké uhelná trestně stíhaný v souvislosti s privatizací této firmy.
Později působil v dalších manažerských funkcích, například jako prezident a člen dozorčí rady firmy Hipodrom Most, jako místopředseda dozorčích rad společností Appian Group Europe a Severočeská uhelná nebo jako člen dozorčích rady firem Mostecká uhelná společnost a Appian Group. V letech 1994 a 2002 byl za ODS zvolen do zastupitelstva města Most a v roce 2000 za tutéž stranu zastupitelem Ústeckého kraje.
V říjnu 2013 jej švýcarský soud uznal vinným z opakovaného praní špinavých peněz v souvislosti s privatizací Mostecké uhelné, za což byl odsouzen k trestu 37 měsíců odnětí svobody. V odvolacím řízení byl trest snížen na 18 měsíců, Klimecký jej nastoupil koncem roku 2021.